# Фрол (Грязовецький район)
Фрол (рос. Фрол) — присілок у складі Грязовецького району Вологодської області, Росія. Входить до складу Перцевського сільського поселення.

## Населення
Населення — 334 особи (2010; 374 у 2002).
Національний склад (станом на 2002 рік):
- росіяни — 100 %